# Black Mambas
Black Mambas (officiellt The Black Mamba Anti-Poaching Unit, 'De svarta mambornas anti-tjuvjaktsenhet') är en sydafrikansk skogvaktarenhet bildad 2013. Truppen består kvinnliga skogvaktare som patrullerar runt om i Kruger nationalpark. Deras ansvarsområde är 20 000 hektar.